# Validez simultánea
La validez simultánea es un parámetro utilizado en la sociología, la psicología y otras ciencias psicométricas o del comportamiento. Se demuestra la validez simultánea cuando una prueba correlaciona bien con una medida que previamente ha sido validada. Las dos medidas pueden ser para el mismo constructo o para constructos distintos que estén presuntamente relacionados.
Por ejemplo, una medida de satisfacción profesional puede estar correlacionada con el rendimiento laboral. Cabe destacar que en la validez simultánea, las dos medidas se toman al mismo tiempo; a diferencia de la validez de predicción, donde hay una primera medida que es luego utilizada para predecir una medida posterior.